# Hippias (filosof)
 For alternative betydninger, se Hippias. (Se også artikler, som begynder med Hippias)
Hippias (græsk: Ἱππίας) var en græsk sofist, der levede i slutningen af det 5. århundrede f.Kr. Han levede på samme tid som Protagoras og blev fremstillet af Platon i to dialoger (Hippias Minor og Hippias Maior) samt i dialogen Protagoras.
Han blev født i Athen og nød i sin levetid stor respekt blandt sine medborgere. I Athen blev han kendt med Sokrates og andre ledende tænkere. Med den selvsikkerhed der kendetegnede de senere sofister hævdede han at være en autoritet på alle områder, og underviste i poesi, grammatik, historie, politik, arkæologi, matematik og astronomi.
Han ble født omkring midten af det 5. århundrede f.Kr. (ca. 460 f.Kr.), og levede mindst lige så længe som Sokrates (399 f.Kr.).